# 모함메드 살레
모함메드 누아만 압둘파타흐 살레흐(아랍어: محمد نعمان عبد الفتاح صالح, Mohammed Nuaman Abdelfatah Saleh, 1993년 7월 18일 ~ )는 팔레스타인의 축구 선수로 현재 카타르 스타스 리그의 무아이다르 SC에서 수비수로 활동하고 있다.

## 수상
Ahli Al-Khaleel
- 팔레스타인 컵: 2016–17[3]
- West Bank Premier League runner-up: 2017–18[3]